# مایکل ایوانز
مایکل ایوانز (انگلیسی: Michael Evans; ۲۱ ژوئن ۱۹۴۴ – ۱ دسامبر ۲۰۰۵) عکاس خبری اهل ایالات متحده آمریکا بود.
او عکاس شخصی رونالد ریگان در اولین دوره ریاست جمهوری او از سال ۱۹۸۱ تا ۱۹۸۵ بود. بخاطر عکسی که در سال ۱۹۷۶ از رونالد ریگان که کلاه گاوچرانی بر سر داشت، معروف شد.
مدت زمانی که برای روزنامه نیویورک تایمز عکس می‌گرفت، نامزد دریافت جایزه پولیتزر شد.